# روفر دانجرفيلد
روفر دانجرفيلد (بالإنجليزية: Rover Dangerfield)‏ هو فيلم كوميدي موسيقي أمريكي للرسوم المتحركة عام 1991م من بطولة الموهبة الصوتية للممثل الكوميدي رودني دانجرفيلد، الذي كتب الفيلم وشارك في إنتاجه. إنها تدور حول كلب شارع يدعى روفر، مملوك لفتاة استعراض في لاس فيغاس. يتم التخلص من روفر قبالة سد هوفر من قبل صديق فتاة الاستعراض. ومع ذلك، بدلاً من الغرق، ينتهي الأمر بـ روفر في مزرعة.

## قصة
روفر هو كلب الباسط الذي يعيش حياة الرفاهية في لاس فيغاس مع مالكته كوني ، فتاة الإستعراض. يقامر ويغازل الفتيات مع صديقه المقرب إيدي. في إحدى الليالي ، رأى روكي ، صديق كوني ، في صفقة مع زوج من رجال العصابات ، وقام عن طريق الخطأ بتعطيلها. يهرب رجال العصابات ، ويخبرون روكي أنه قد أضاع فرصته الأخيرة. في اليوم التالي ، ذهب كوني في جولة لمدة أسبوعين ، تاركًا روكي لرعاية روفر. رداً على إفساد صفقته ، قام روكي بحشو روفر في كيس ، وقادته إلى سد هوفر وألقاه في الماء. يسحب اثنان من الصيادين الكيس من الماء فيما بعد ، ثم يأخذان روفر إلى الشاطئ ويضعونه في مؤخرة شاحنتهم الصغيرة. يستعيد روفر وعيه ويقفز من الشاحنة عندما يتوقف الصيادون بحثًا عن الغاز ، ويبدأون في التجول على الطريق. انتهى به المطاف في الريف ، وفي النهاية التقى بمزارع ، كال ، وابنه داني ، الذي أقنع والده بإدخال الكلب. يوافق كال على شرط واحد: عند أول بادرة من المتاعب ، سيتم إرساله إلى مأوى للحيوانات ، وإذا لم يطالبه أحد ، يمكن لمأوى الحيوانات أن ينزله.
يجد روفر صعوبة في التكيف مع الحياة في المزرعة ، ولكن بمساعدة ديزي ، وهي كولي جميلة مجاورة ، والكلاب الأخرى في المزرعة ، نجح في كسب ثقتهم. يقضي روفر الكريسماس مع العائلة ، ويبدأ في حب ديزي التي تعيد له مشاعره. ومع ذلك ، في إحدى الليالي ، حاولت مجموعة من الذئاب قتل ديك رومي في المزرعة. بينما يحاول روفر إنقاذ الديك الرومي ، هربت الذئاب ، لكن انتهى المطاف بالطائر ميتًا ويعتقد كال خطأً أن روفر كانت مسؤولة. في صباح اليوم التالي ، أخذ كال روفر إلى الغابة وكان على وشك إطلاق النار عليه ، لكن الذئاب تهاجمه. روفر تمكن من مطاردة الذئاب ، وحشد كلاب المزرعة الأخرى لإحضار كال المصاب إلى المنزل.
تصنع بطولات روفر الأوراق ، مما يسمح لإدي وكوني بمعرفة مكانه. يخبر داني روفر برحلته إلى لاس فيغاس ويغادر المزرعة. على الرغم من سعادته في البداية بلم شمله مع كوني وأصدقائه ، سرعان ما بدأ روفر في فقدان حياته في المزرعة. عندما يأتي روكي إلى غرفة ملابس كوني ، وعند رؤيته ، يبدأ روفر في الانتقام. بعد أن اعترف روكي بالخطأ بما فعله ، انفصلت كوني عنه بغضب. غاضبًا ، يحاول روكي الانتقام من كوني ، لكن روفر وأصدقاؤه من الكلاب يطردونه من الكازينو ، حيث يصطدم بسيارة ليموزين مليئة برجال العصابات. في البداية ، يسعد روكي برؤيتهم ، ولكن بعد ذلك يشكك في وجودهم في المقام الأول. يكشف أحد رجال العصابات بفخر أنهم أقاموه وسيقموه فوق سد هوفر ، مما يسعد روفر كثيرًا وهو يشاهد سيارة الليموزين وهي تنطلق مع روكي المرعب.
في وقت لاحق، أصبح روفر، الذي فقد ديزي، مكتئبًا. أدرك كوني أنه التقى بشخص ما، فأعاد روفر إلى المزرعة للبقاء. تم لم شمل روفر مع ديزي ، التي كشفت له أنه الآن أب، وكشف النقاب عن ستة كلاب. تنتهي القصة بتعليم روفر لأطفاله كيفية لعب الورق، ومطاردة ديزي بشكل هزلي حول فناء المزرعة.

## وصلات خارجية
- روفر دانجرفيلد على موقع IMDb (الإنجليزية)
- روفر دانجرفيلد على موقع روتن توميتوز (الإنجليزية)
- روفر دانجرفيلد على موقع Turner Classic Movies (الإنجليزية)
- روفر دانجرفيلد على موقع أول موفي (الإنجليزية)
- روفر دانجرفيلد على موقع فيلمافينيتي (الإسبانية)
- روفر دانجرفيلد على موقع قاعدة بيانات الأفلام السويدية (السويدية)
- روفر دانجرفيلد على موقع قاعدة بيانات الفيلم (الإنجليزية)
- روفر دانجرفيلد على موقع ليتربوكسد (الإنجليزية)
- روفر دانجرفيلد على موقع كينوبويسك (الروسية)